# Nos cérémonies
Pour plus de détails, voir Fiche technique et Distribution.
Nos cérémonies est un film français réalisé par Simon Rieth et sorti en 2022.

## Synopsis
Dix ans après un accident, deux frères, Tony et Noé, retournent à Royan sur les lieux de celui-ci.

## Fiche technique
- Titre original : Nos cérémonies
- Réalisation : Simon Rieth
- Scénario : Simon Rieth et Léa Riche
- Musique : Éric Debègue
- Décors : Margaux Memain
- Costumes : Charlotte Richard
- Photographie : Marine Atlan
- Montage : Guilhem Domercq
- Producteur : Inès Daïen Dasi
- Sociétés de production : Les Films du poisson
- Société de distribution : The Jokers et Les Bookmakers
- Pays de production :  France
- Genre : drame et fantastique
- Durée : 104 minutes
- Dates de sortie :
  - Suisse : 3 juillet 2022 (Festival international du film fantastique de Neuchâtel 2022)
  - France : 3 mai 2023 (sortie nationale)

## Distribution
- Raymond Baur : Noé
- Simon Baur : Tony
- Maïra Villena : Cassandre
- Ymane Désert : Margot
- Benjamin Lu : Noé enfant
- Grégory Lu : Tony enfant
- Sarah Zapata : Cassandre enfant

## Distinctions et sélections

### Nominations
- Festival de Cannes 2022 : compétition Semaine de la critique
- Champs-Élysées Film Festival 2022 : compétition
- Festival international du film fantastique de Gérardmer 2023 : hors compétition

### Récompenses
- Festival international du film fantastique de Neuchâtel 2022 : Prix H. R. Giger « Narcisse du Meilleur Film »

## Box-office
- France : 7 891 entrées[1].